# Adelencyrtus sarawaki
Adelencyrtus sarawaki är en stekelart som beskrevs av Trjapitzin och Svetlana N. Myartseva 2001. Adelencyrtus sarawaki ingår i släktet Adelencyrtus och familjen sköldlussteklar. Inga underarter finns listade i Catalogue of Life.